# Hemiceras anemicus
Hemiceras anemicus är en fjärilsart som beskrevs av Felix Bryk 1953. Hemiceras anemicus ingår i släktet Hemiceras och familjen tandspinnare. Inga underarter finns listade i Catalogue of Life.